# Georg Pencz

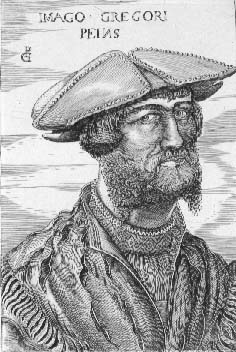
Georg Pencz.

Georg Pencz, född omkring 1500, död 1550, var en tysk målare och kopparstickare.
Pencz var elev till Albrecht Dürer men med starka italianiserade drag, som möjligen återgår på intryck från en Romresa. I varje fall är hans takmålning i Hirschvogelhaus i Nürnberg starkt påverkad av Giulio Romano. Hans främsta arbeten i olja är porträtt, bland annat ett av Veit Hirschvogel (målat 1545, i Karlsruhe Kunsthalle), men han har även målat religiösa och allegoriska bilder. Som grafiker är han förutom av Dürer även påverka av bröderna Hans Sebald och Barthel Beham. Pencz finns representerad vid bland annat Nationalmuseum i Stockholm och Göteborgs konstmuseum.